# Penka Stojanova
Penka Stojanova (Plovdiv, 21 de enero de 1950-16 de agosto de 2019 fue una jugadora de baloncesto búlgara. Consiguió cuatro medallas en competiciones oficiales con Bulgaria.